# La Portuaria
La Portuaria es una banda de rock argentino aparecida a comienzos de los años noventa. Desarrollaron un sonido de fusión, incorporando ritmos hispanos sobre una base fuertemente influenciada por el jazz y el R&B. Tuvieron su primera exposición al gran público en el festival Mi Buenos Aires Rock, organizado en 1990 por la Municipalidad de la Ciudad de Buenos Aires.
Con el tiempo incorporaron varios instrumentistas en torno al núcleo central del grupo, constituido por Christian Basso (bajo) y  Sebastián Schachtel (teclados). Han editado 10 discos, constituyendo una presencia importante en la escena musical argentina desde sus comienzos en adelante.

## Historia

### Primeros años: Periodo de 1989-1992
Diego Frenkel, Christian Basso y Sebastián Schachtel (columna vertebral de la banda) habían integrado el grupo Clap, que grabó un álbum en 1986. Ya por entonces sorprendieron por la versatilidad de ritmos y estilos. Tanto es así que muchos los han definido como world beat (algo así como el ritmo de la aldea global). A fines de los 80 tras la disolución de Clap surge La Portuaria. Desde sus inicios su música escapaba a los modelos tradicionales del rock en Argentina. Se trataba de música fundamentalmente rítmica que exploraba y se nutría de los colores y sonidos de la música del mundo. La variedad rítmica y tímbrica siempre fue parte de la cosmogonía de la banda. 

### Rosas Rojas(1989)
En 1989 debutan con su primer disco Rosas Rojas. Por lo exótico de su propuesta, la Portuaria parecía estar al frente de una suerte de vanguardia roquera, pero sus canciones eran de fácil acceso al público. Viajan a España y a su regreso son invitados a participar en Mi Buenos Aires Rock, un festival organizado por la Municipalidad, que convocó a cien mil personas en la Avenida 9 de Julio. Si bien el público había asistido para escuchar a Charly García y a Luis Alberto Spinetta, fue una excelente oportunidad para presentar el trabajo de la banda, que no fue desaprovechada, a juzgar por los aplausos cosechados. Cabe destacar el ingreso de Axel Krygier (piano, saxofón) y Alejandro Terán (viola, clarinete, saxo tenor) a la banda.

### Escenas de la vida amorosa(1991)
En 1991 el grupo inicia la producción de su segundo álbum Escenas de la vida amorosa. El tema «El bar de la calle Rodney» se destaca como el éxito de la placa. Se presentan en el teatro Astros, donde desarrollan una arriesgada puesta en escena combinada con elementos teatrales no convencionales como la actuación de la agrupación El Descueve, con la participación de Fito Páez como invitado especial.

### Consagración y éxito en los discosDevorador de corazones(1993) yHuija(1995) en sus canciones
Devorador de corazones (1993) es la consagración de la banda. El disco más cuidado, potente y exitoso se destaca por el tema homónimo, «Selva» y «Nada es igual» (los tres cortes de difusión). El disco colocó a la banda en su grado máximo de exposición y a comienzos de 1994 el álbum llegó a ser disco platino. El mismo año (1994), concluyen la primera gran gira nacional en Obras sanitarias. Por la ocasión presentan un show junto a De La Guarda, que fue el espectáculo más novedoso y original que se vio en el país, catapultando a La Portuaria como una de las mejores bandas del año.
A mediados de 1995 salió a la venta el cuarto álbum, Huija, «un grito de alegría y explosión salvaje, guiso de mambo, hip hop, acid jazz, ritmo y blues y otros reciclajes contemporáneos», según lo definió Frenkel a Clarín. El primer corte fue «Ruta» y otros temas destacados son «Vudú danza» y «10 segundos». Este trabajo fue grabado y mezclado en Nueva York y se trabajó con un criterio mucho más profundo de producción logrando un sonido contundente y experimental. Fue inmediatamente catalogado por la prensa como «uno de los más importantes del año». El álbum también fue la presentación del nuevo baterista, Martín Ghersa. 

### Disolución en 1996 y el primer disco en vivo
Al año siguiente editaron un esperado disco en vivo, para luego anunciar su disolución, encarando cada uno sus propios proyectos artísticos.

### El regreso a los escenarios y publicación del discoMe mata la vidaen 2001
Casi cinco años después, hacia mediados del 2000, Frenkel retomó el camino, con su principal socio del emprendimiento, el teclista y acordeonista Sebastián Schachtel, responsable de buena parte de los 15 temas del disco Me mata la vida, el álbum que oficializa el regreso y marca el comienzo de la nueva etapa de la banda, y casi lógicamente corresponsable, junto a Frenkel, de la producción artística. A la dupla Frenkel-Schachtel se le suman Colo Belmonte en batería, Alan Ballán en bajo, José Balé en percusión, Damián Nisensohn en vientos y Coqui en trompeta. Ese mismo año se presentan en vivo en el estadio Vélez como banda invitada de la tercera visita de Sting en Argentina.

Volvemos con La Portuaria porque nos dimos cuenta de que había que recuperar la identidad del grupo, algo que forjamos durante mucho tiempo, y porque sentimos que es un proyecto al que le podemos agregar todo un nuevo contenido.
 Frenkel (La Nación, junio del 2000)

### Hasta despertar(2002)
En el 2002 ingresan a sello Pop Art discos y editan Hasta despertar, un EP de cinco temas que incluía una versión del bolero «Perfidia» muy difundida, donde se suma la incorporación de Adi Azicri en la guitarra eléctrica con una presentación de apertura de un show de Rita Lee en el Luna Park. Según la banda, el nexo entre el mundo del rock, la sonoridad electrónica contemporánea y el universo Portuario misceláneo se encuentran en este material. Durante todo ese año la banda recorrió el país presentando el nuevo material.

### 10.000 km(2003)
Durante esos extensos viajes gestaron 10 000 km (2003), la nueva placa que ganó el Premio Carlos Gardel al "mejor álbum grupo Pop en Argentina" y luego es editada en Chile y México. 

### Río(2005)
A fines del 2005, Río sale a la venta y en marzo del 2006 se hacen acreedores nuevamente al premio Carlos Gardel como "mejor álbum grupo Pop". El disco se caracteriza por contener un cover de Creedence Clearwater Revival y otro de The Cure. En la grabación participan entre otros artistas invitados: German Daffunchio, Ricardo Mollo y David Byrne en la interpretación de «Hoy no le temo a la muerte». El primer corte: «Baby» asciende a los primeros puestos en las radios. David Byrne, el ex Talking Heads, viaja a la Argentina para grabar junto a la banda el vídeo de «Hoy no le temo a la muerte». Se presentan junto a Byrne en una inolvidable actuación en La Trastienda donde el repertorio no solo incluye a La Portuaria sino también a los históricos «She Was» y «Road to Nowhere» de los Talking Heads. Juntos se presentan finalizando una gira en la ciudad de Bariloche
Frenkel, Schachtel y Belmonte se rodearon de Pablo Giménez (bajo), Adi Azicri (guitarra), muchos invitados (Javiera Parra, Ricky Sáenz Paz, Loly Álvarez, Coty Manigot, Carlos Cassela,  Javier Weintraub, Javier Casalla y Patricio Villarejo) y convocaron para la producción artística al músico electrónico Diego Vainer.

### Edición del álbumLa vaca atada, segunda separación, reunión 2018 y sus eventos
A fines de 2008, La vaca atada marcó el regreso de Christian Basso, el bajista original, así como también la incorporación de Alejandro Terán (saxo y viola) y Miguel Ángel Tallarita (trompeta), para los festejos por los veinte años de carrera. El último trabajo discográfico de La Portuaria tenía aires de fiesta, potentes canciones y ritmos que imprimen la marca registrada de la banda. Percusión y vientos que ensamblan con melodías inconfundiblemente Portuarias definen la pasión de la banda por el ritmo, y los reconectó con su raíz funk, disco y afro, con la que se iniciaron como músicos y sigue siendo aún esencial en ellos. 
En 2009 la banda cumplió sus veinte años de trayectoria y reunió a casi todos sus miembros originales en una nueva formación que incluye entre sus integrantes a Christian Basso cofundador de la banda y coautor junto a Diego Frenkel de canciones que son historia en la música nacional tales como «Selva», «El bar de la calle Rodney», entre otras. La banda se separó oficialmente en 2010.
En agosto de 2018, Frenkel insinuaba la posible reunión, que se concretaba el 17 de octubre de 2018, en La Trastienda Club. Otros de sus eventos que realizaron fueron:
•  16 de septiembre de 2018: Ciudad Emergente, Usina del Arte, La Boca, Ciudad de Buenos Aires.
•  8 de diciembre de 2018: Fiesta Provincial de la Cerveza, Provincia de Mendoza.
•  23 de diciembre de 2018: Urquiza y el Río, Paseo de la Costa, Vicente López, Zona Norte del Gran Buenos Aires.